# Michelle Dekker
Michelle Dekker (ur. 18 marca 1996 w Zoetermeer) – holenderska snowboardzistka.
Od czwartego roku życia, po wakacjach z rodzicami, zaczęła uprawiać narciarstwo, a od ósmego roku życia trenuje snowboard.
21 grudnia 2012 w Carezzie zadebiutowała w Pucharze Świata, zajmując 42. miejsce w slalomie gigancie równoległym.
W 2013 zdobyła brązowy medal olimpijskiego festiwalu młodzieży Europy w slalomie gigancie równoległym. W 2014 wystartowała na igrzyskach olimpijskich w Soczi, na których była 22. w slalomie gigancie równoległym i 19. w slalomie równoległym. Była najmłodszym reprezentantem Holandii na tych igrzyskach. W tym samym roku zdobyła srebrny medal juniorskich mistrzostw świata w slalomie równoległym oraz została mistrzynią kraju w tej samej konkurencji.

## Osiągnięcia

### Igrzyska olimpijskie
| Miejsce | Dzień     | Rok  | Miejscowość | Konkurencja       | Zwyciężczyni    |
| ------- | --------- | ---- | ----------- | ----------------- | --------------- |
| 22.     | 19 lutego | 2014 | Soczi       | Gigant Równoległy | Patrizia Kummer |
| 19.     | 22 lutego | 2014 | Soczi       | Slalom Równoległy | Julia Dujmovits |
| 17.     | 24 lutego | 2018 | Pjongczang  | Gigant Równoległy | Ester Ledecká   |

### Mistrzostwa świata
| Miejsce | Dzień       | Rok  | Miejscowość   | Konkurencja       | Zwyciężczyni      |
| ------- | ----------- | ---- | ------------- | ----------------- | ----------------- |
| 23.     | 22 stycznia | 2015 | Kreischberg   | Slalom równoległy | Ester Ledecká     |
| 25.     | 23 stycznia | 2015 | Kreischberg   | Gigant równoległy | Claudia Riegler   |
| 19.     | 15 marca    | 2017 | Sierra Nevada | Slalom równoległy | Daniela Ulbing    |
| 19.     | 16 marca    | 2017 | Sierra Nevada | Gigant równoległy | Ester Ledecká     |
| 12.     | 4 lutego    | 2019 | Park City     | Gigant równoległy | Selina Jörg       |
| 21.     | 5 lutego    | 2019 | Park City     | Slalom równoległy | Julie Zogg        |
| 15.     | 1 marca     | 2021 | Rogla         | Gigant równoległy | Selina Jörg       |
| 44.     | 2 marca     | 2021 | Rogla         | Slalom równoległy | Sofija Nadyrszina |

### Puchar Świata

#### Miejsca w klasyfikacji generalnej PAR
- sezon 2012/2013: 59.
- sezon 2013/2014: 24.
- sezon 2014/2015: 32.
- sezon 2015/2016: 39.
- sezon 2016/2017: 17.
- sezon 2017/2018: 20.

#### Miejsca na podium
1. Bad Gastein – 10 stycznia 2017 (PSL) - 2. miejsce
2. Bad Gastein – 12 stycznia 2018 (PSL) - 3. miejsce